# Koetari
De Koetari (ook wel Kutari, Cutari, Koetarikreek of Cutarikreek genoemd) is een kleine rivier in het stroomgebied van de Corantijn aan de zuidoostgrens van het Tigri-gebied in het uiterste zuiden van Suriname.
De rivier ontspringt in het Acaraigebergte dat tegen de grens met Brazilië aan ligt. Op een kleine tien kilometer hemelsbreed vanaf het oostelijk gelegen dorp Kwamalasamoetoe komen de Koetari- en de Sipaliwinirivier uit op de rivier Coeroenie. Noordwaarts vormen achtereenvolgens de Koetari en de Coeroenie de rivieren aan de oostgrens van het Tigri-gebied. Volgens Guyana is dit de grens tussen beide landen; volgens Suriname ligt de grens bij de Boven-Corantijn die de westgrens vormt van het Tigri-gebied.
De inheemse Saloema woonden langs de Koetari, maar zijn later geconcentreerd in Kwamalasamoetoe en hebben zich vermengd met de Trio.